# Haplochromis barbarae
Haplochromis barbarae é uma espécie de peixe da família Cichlidae.
É endémica do Uganda.